# 第67回ゴールデングローブ賞
67th Golden Globe Awards

2010年1月17日
映画賞（ドラマ部門）:

『アバター』
映画賞（ミュージカル・コメディ部門）:

『ハングオーバー! 消えた花ムコと史上最悪の二日酔い』
監督賞:

ジェームズ・キャメロン
テレビシリーズ賞（ドラマ部門）:

『マッドメン』
テレビシリーズ賞（ミュージカル・コメディ部門）:

『glee/グリー』
ミニシリーズ・テレビ映画賞:

『グレイ・ガーデンズ 追憶の館』
第67回ゴールデングローブ賞（だい67かいゴールデングローブしょう）は、2010年1月17日にビバリーヒルズのビバリーヒルトンで授賞式が行われ、NBCにより放送された。司会はコメディアンのリッキー・ジャーヴェイスが務め、史上初めて生中継された。
ノミネートは2009年12月15日に発表された。映画部門での最多ノミネートは『マイレージ、マイライフ』の5個、次いで『NINE』の5個、『アバター』と『イングロリアス・バスターズ』の4個である。個人としてはマット・デイモン、サンドラ・ブロック、メリル・ストリープ、アンナ・パキンがそれぞれ2部門ずつにノミネートされた。
生涯功労賞であるセシル・B・デミル賞はマーティン・スコセッシに贈られた。

## ノミネートと受賞一覧
太字が受賞作品及び受賞者。

### セシル・B・デミル賞
- マーティン・スコセッシ

### 映画
| 映画作品賞 | 映画作品賞 |
| ドラマ部門 | ミュージカル・コメディ部門 |
| --- | --- |
| - 『アバター』 - 『ハート・ロッカー』 - 『イングロリアス・バスターズ』 - 『プレシャス』 - 『マイレージ、マイライフ』 | - 『ハングオーバー! 消えた花ムコと史上最悪の二日酔い』 - 『(500)日のサマー』 - 『恋するベーカリー』 - 『ジュリー&ジュリア』 - 『NINE』 |
| 映画演技賞（ドラマ部門） | |
| 主演男優賞 | 主演女優賞 |
| - ジェフ・ブリッジス - 『クレイジー・ハート』 - バッド・ブレイク役 - ジョージ・クルーニー - 『マイレージ、マイライフ』 - ライアン・ビンガム役 - コリン・ファース - 『シングルマン』 - ジョージ・ファルコナー役 - モーガン・フリーマン - 『インビクタス/負けざる者たち』 - ネルソン・マンデラ役 - トビー・マグワイア - 『マイ・ブラザー』 - サム・ケイヒル役                        | - サンドラ・ブロック - 『しあわせの隠れ場所』 - リー・アン・テューイ役 - エミリー・ブラント - 『ヴィクトリア女王 世紀の愛』 - ヴィクトリア女王役 - ヘレン・ミレン - 『終着駅 トルストイ最後の旅』 - ソフィヤ・トルストイ役 - キャリー・マリガン - 『17歳の肖像』 - ジェニー・メラー役 - ガボレイ・シディベ - 『プレシャス』 - クレアリース・"プレシャス・ジョーンズ役 |
| 映画演技賞（ミュージカル・コメディ部門） | |
| 主演男優賞 | 主演女優賞 |
| - ロバート・ダウニー・Jr - 『シャーロック・ホームズ』 - シャーロック・ホームズ役 - マット・デイモン - 『インフォーマント!』 - マーク・ウィテカー役 - ダニエル・デイ＝ルイス - 『NINE』 - グイド・コンティニ役 - ジョゼフ・ゴードン＝レヴィット - 『(500)日のサマー』 - トム・ハンセン役 - マイケル・スタールバーグ - 『シリアスマン』 - ラリー・ゴプニック役                       | - メリル・ストリープ - 『ジュリー&ジュリア』 - ジュリア・チャイルド役 - サンドラ・ブロック - 『あなたは私の婿になる』 - マーガレット・テイト役 - マリオン・コティヤール - 『NINE』 - ルイザ・コンティニ役 - ジュリア・ロバーツ - 『デュプリシティ 〜スパイは、スパイに嘘をつく〜』 - クレア・ステインウィック役 - メリル・ストリープ - 『恋するベーカリー』 - ジェーン・アドラー役                                                                                                   |
| 助演賞 | |
| 助演男優賞 | 助演女優賞 |
| - クリストフ・ヴァルツ - 『イングロリアス・バスターズ』 - ハンス・ランダ大佐役 - マット・デイモン - 『インビクタス/負けざる者たち』 - フランソワ・ピナール役 - ウディ・ハレルソン - 『メッセンジャー』 - トニー・ストーン大尉役 - クリストファー・プラマー - 『終着駅 トルストイ最後の旅』 - レフ・トルストイ役 - スタンリー・トゥッチ - 『ラブリーボーン』 - ジョージ・ハーヴイ役 | - モニーク - 『プレシャス』 - メアリー・リー・ジョンストン役 - ペネロペ・クルス - 『NINE』 - カルラ・アルバニーズ役 - ヴェラ・ファーミガ - 『マイレージ、マイライフ』 - アレックス・ゴーラン役 - アナ・ケンドリック - 『マイレージ、マイライフ』 - ナタリー・キーナー役 - ジュリアン・ムーア - 『シングルマン』 - チャーリー役 |
| 監督賞 | 脚本賞 |
| - ジェームズ・キャメロン - 『アバター』 - キャスリン・ビグロー - 『ハート・ロッカー』 - クリント・イーストウッド - 『インビクタス/負けざる者たち』 - ジェイソン・ライトマン - 『マイレージ、マイライフ』 - クエンティン・タランティーノ - 『イングロリアス・バスターズ』 | - ジェイソン・ライトマン、シェルドン・ターナー - 『マイレージ、マイライフ』 - ニール・ブロムカンプ、テリー・タッチェル - 『第9地区』 - マーク・ボール - 『ハート・ロッカー』 - ナンシー・マイヤーズ - 『恋するベーカリー』 - クエンティン・タランティーノ - 『イングロリアス・バスターズ』 |
| 作曲賞 | 主題歌賞 |
| - マイケル・ジアッキーノ - 『カールじいさんの空飛ぶ家』 - マーヴィン・ハムリッシュ - 『インフォーマント!』 - ジェームズ・ホーナー - 『アバター』 - アベル・コジェニオウスキ - 『シングルマン』 - カレンO、カーター・バーウェル - 『かいじゅうたちのいるところ』 | - "The Weary Kind" - T＝ボーン・バーネット（作曲・作詞）、ライアン・ビンガム（作曲・作詞） - 『クレイジー・ハート』 - 「シネマ・イタリアーノ」 - モーリー・イェストン（作曲・作詞） - 『NINE』 - "(I Want to) Come Home" - ポール・マッカートニー（作曲・作詞） - 『みんな元気』 - 「アイ・シー・ユー」 - ジェームズ・ホーナー（作曲・作詞）、サイモン・フラングレン（作曲・作詞）、クック・ハレル（作詞） - 『アバター』 - "Winter" - U2（作曲）、ボノ（作詞） - 『マイ・ブラザー』 |
| アニメ映画賞 | 外国語映画賞 |
| - 『カールじいさんの空飛ぶ家』 - 『くもりときどきミートボール』 - 『コララインとボタンの魔女 3D』 - 『ファンタスティック Mr.FOX』 - 『プリンセスと魔法のキス』 | - 『白いリボン』・ ドイツ - 『シチリア!シチリア!』・ イタリア - 『抱擁のかけら』・ スペイン - The Maid・ チリ - 『預言者』・ フランス |

### テレビ
| テレビシリーズ賞 | テレビシリーズ賞 |
| ドラマ部門 | ミュージカル・コメディ部門 |
| --- | --- |
| - 『マッドメン』 - 『ビッグ・ラブ』 - 『デクスター 警察官は殺人鬼』 - 『Dr.HOUSE』 - 『トゥルーブラッド』 | - 『glee/グリー』 - 『30 ROCK/サーティー・ロック』 - 『アントラージュ★オレたちのハリウッド』 - 『モダン・ファミリー』 - 『ザ・オフィス』 |
| テレビシリーズ演技賞（ドラマ部門） | |
| 主演男優賞 | 主演女優賞 |
| - マイケル・C・ホール - 『デクスター 警察官は殺人鬼』 - デクスター・モーガン役 - サイモン・ベイカー - 『メンタリスト』 - パトリック・ジェーン役 - ジョン・ハム - 『マッドメン』 - ドン・ドレイパー役 - ヒュー・ローリー - 『Dr.HOUSE』 - グレゴリー・ハウス役 - ビル・パクストン - 『ビッグ・ラブ』 - ビル・ヘンリックソン役                                                                                               | - ジュリアナ・マルグリーズ - 『グッド・ワイフ』 - アリシア・フロリック役 - グレン・クローズ - 『ダメージ』 - パティ・ヒューズ役 - ジャニュアリー・ジョーンズ - 『マッドメン』 - ベティ・ドレイパー役 - アンナ・パキン - 『トゥルーブラッド』 - スーキー・スタックハウス役 - キーラ・セジウィック - 『クローザー』 - ブレンダ・リー・ジョンソン役                                                                                                  |
| テレビシリーズ演技賞（ミュージカル・コメディ部門） | |
| 主演男優賞 | 主演女優賞 |
| - アレック・ボールドウィン - 『30 ROCK/サーティー・ロック』 - ジャック・ドナギー役 - スティーヴ・カレル - 『ザ・オフィス』 - マイケル・スコット役 - デイヴィッド・ドゥカヴニー - 『カリフォルニケーション ある小説家のモテすぎる日常』 - ハンク・ムーディ役 - トーマス・ジェーン - Hung - レイ・ドレッカー役 - マシュー・モリソン - 『glee/グリー』 - ウィル・シュースター役                                               | - トニ・コレット - 『ユナイテッド・ステイツ・オブ・タラ』 - タラ・グレッグソン役 - コートニー・コックス - 『クーガータウン』 - ジュールズ・コッブ役 - イーディ・ファルコ - 『ナース・ジャッキー』 - ジャッキー・ペイトン役 - ティナ・フェイ - 『30 ROCK/サーティー・ロック』 - リズ・レモン役 - リア・ミシェル - 『glee/グリー』 - レイチェル・ベリー役                                                                                           |
| ミニシリーズ・テレビ映画演技賞 | |
| 主演男優賞 | 主演女優賞 |
| - ケヴィン・ベーコン - Taking Chance - シュトローブル中佐役 - ケネス・ブラナー 『刑事ヴァランダー』 - クルト・ヴァランダー役 - キウェテル・イジョフォー - 『エンドゲーム 〜アパルトヘイト撤廃への攻防〜』 - タボ・ムベキ役 - ブレンダン・グリーソン - 『チャーチル 第二次大戦の嵐』 - ウィンストン・チャーチル役 - ジェレミー・アイアンズ - 『ジョージア・オキーフ 〜愛と創作の日々〜』 - アルフレッド・スティーグリッツ役 | - ドリュー・バリモア - 『グレイ・ガーデンズ 追憶の館』 - イーディス・ブーヴィエ・ビール - ジョアン・アレン - 『ジョージア・オキーフ 〜愛と創作の日々〜』 - ジョージア・オキーフ役 - ジェシカ・ラング - 『グレイ・ガーデンズ 追憶の館』 - イーディス・ユーイング・ブーヴィエ・ビール役 - アンナ・パキン - 『イレーナ・センドラー 2500人の命のために』 - イレーナ・センドラー役 - シガニー・ウィーバー - Prayers for Bobby - メアリー・グリフィス役 |
| 助演賞 | |
| 助演男優賞 | 助演女優賞 |
| - ジョン・リスゴー - 『デクスター 警察官は殺人鬼』 - アーサー・ミッチェル役 - マイケル・エマーソン - 『LOST』 - ベンジャミン・ライナス役 - ニール・パトリック・ハリス - 『ママと恋に落ちるまで』 - バーニー・スティンソン役 - ウィリアム・ハート - 『ダメージ』 - ダニエル・パーセル役 - ジェレミー・ピヴェン - 『アントラージュ★オレたちのハリウッド』 - アリ・ゴールド役                                                 | - クロエ・セヴィニー - 『ビッグ・ラブ』 - ニッキー・グラント役 - ジェーン・リンチ - 『glee/グリー』 - スー・シルベスター役 - ジェーン・アダムス - Hung - ターニャ・スカグル役 - ローズ・バーン - 『ダメージ』 - エレン・パーソンズ役 - ジャネット・マクティア - 『チャーチル 第二次大戦の嵐』 - クレメンタイン・チャーチル役 |
| ミニシリーズ・テレビ映画賞 | |
| - 『グレイ・ガーデンズ 追憶の館』 - 『ジョージア・オキーフ 〜愛と創作の日々〜』 - 『チャーチル 第二次大戦の嵐』 - 『リトル・ドリット』 - Taking Chance | |

## プレゼンター
- エイミー・アダムス
- クリスティーナ・アギレラ
- ジェニファー・アニストン
- ジャスティン・バーサ
- クリスティン・ベル
- ハル・ベリー
- ジョシュ・ブローリン
- ジェラルド・バトラー
- シェール
- ブラッドリー・クーパー
- チェイス・クロフォード
- ロバート・デ・ニーロ
- キャメロン・ディアス
- レオナルド・ディカプリオ
- コリン・ファレル
- ハリソン・フォード
- ジョディ・フォスター
- マシュー・フォックス
- ジェニファー・ガーナー
- マギー・ジレンホール
- メル・ギブソン
- ローレン・グレアム
- トム・ハンクス
- ニール・パトリック・ハリス
- サリー・ホーキンス
- エド・ヘルムズ
- ケイト・ハドソン
- フェリシティ・ハフマン
- サミュエル・L・ジャクソン
- ニコール・キッドマン
- ジェーン・クラコウスキー
- アシュトン・カッチャー
- テイラー・ロートナー
- ザッカリー・リーヴァイ
- ソフィア・ローレン
- ポール・マッカートニー
- ヘレン・ミレン
- ジム・パーソンズ
- エイミー・ポーラー
- ジュリア・ロバーツ
- ミッキー・ローク
- ゾーイ・サルダナ
- アーノルド・シュワルツェネッガー
- スティーヴン・スピルバーグ
- キーファー・サザーランド
- マイク・タイソン
- ソフィア・ベルガラ
- オリヴィア・ワイルド
- ケイト・ウィンスレット
- リース・ウィザースプーン
- サム・ワーシントン